# CV-151
CV-151 (Castellón - Borriol, en valenciano y oficialmente Castelló - Borriol), carretera autonómica valenciana que comunica la capital con la CV-10 y Borriol.

## Nomenclatura
La carretera CV-151 pertenece a la red de carreteras de la Generalidad Valenciana. Su nombre está formado por las iniciales CV, que indica que es una carretera autonómica de la Comunidad Valenciana, y el 151 es el número que recibe según el orden de nomenclaturas de las carreteras de la CV.

## Historia
La actual CV-151 reemplaza a la antigua comarcal  C-238 , que comunicaba Castellón de la Plana con La Jana, antes de la actualización de las nomenclaturas a finales de los años 90.
Una vez transferida la vía desde el Ministerio de Fomento a la Generalidad Valenciana, ésta remodela la vía, convirtiéndola en un enlace de doble calzada que unía Castellón de la Plana con la, entonces nueva CV-10, por aquella época Eje Bechí-Borriol y así creando una nueva conexión entre la capital y la que iba a ser la CV-10 Autovía de la Plana.

## Trazado actual
Comienza en la salida de la ciudad de Castellón por la Avenida Ctra. de Borriol, en el punto donde existe una glorieta de conexión con la N-340 y caminos vecinales. Tras atravesar la N-340, la CV-151 sale completamente del área urbana de Castellón, y 2 kilómetros más adelante, la vía llega a otra glorieta de enlace con la CV-10 tanto en dirección sur (Valencia) como norte (Borriol - Puebla Tornesa), donde finaliza su breve trazado.

## Recorrido
| Velocidad | Esquema                                                                                                | Esquema | Esquema                                  | Notas |
| --------- | --- | ------- | ---------------------------------------- | ----- |
|           | ctra. de Borriol Castellón Universidad Jaime I rondas otras direcciones                                |         |                                          |       |
|           | Comienzo de la carretera CV-151 kilómetro 0                                                            |         | Fin de la carretera CV-151 kilómetro 0   |       |
|           | CASTELLÓN                                                                                              |         | CASTELLÓN                                |       |
|           | N-340 Benicasim - Tarragona N-340 Castellón sur - Villarreal - Valencia E-15 AP-7 Valencia - Barcelona |         | caminos                                  |       |
|           | Fin de la carretera CV-151 km 2,100                                                                    |         | Comienzo de la carretera CV-151 km 2,100 |       |
|           | CV-10 Borriol Puebla Tornesa                                                                           |         | CV-10 Castellón sur Bechí - Valencia     |       |

## Tramos
| Denominación | Tramo                                             | Kilómetros | Año servicio |
| ------------ | ------------------------------------------------- | ---------- | ------------ |
| CV-151       | Borriol CV-10 - Castellón norte N-340             | 2,1        | ¿Años 90?    |
| CV-1520      | Castellón norte N-340 - P. Morella P. Universitat | 2,2        | ¿Años 90?    |